# Chris Connor
Chris Connor (născută: Mary Loutsenhizer; n. 8 noiembrie 1927, Kansas City, Missouri – d. 29 august 2009 în Toms River, Ocean County, New Jersey) a fost o cântăreață de jazz americană.